# Mount Allport
Mount Allport ist ein eisfreier Berg im ostantarktischen Kempland. Er ragt unmittelbar westlich des Leslie Peak und rund 8 km südlich des Mount Cook in der Leckie Range auf.
Kartiert wurde er anhand von Luftaufnahmen, die im Zuge der Australian National Antarctic Research Expeditions entstanden. Das Antarctic Names Committee of Australia (ANCA) benannte ihn nach Bruce H. Allport, Funker auf der Mawson-Station im Jahr 1965 und Mitglied eines Trupps zur Durchführung von Tellurometermessungen in der Leckie Range im Jahr 1965.